# お願いダーリン!
『お願いダーリン!』（おねがいダーリン）は、フジテレビ系列で1993年2月18日～3月18日にボクたちのドラマシリーズ枠で放送されたテレビドラマである。全5話。
『おくさまは18歳』の事実上のリメイク作で、高校教師の啓介と高校生の香織の夫婦が夫婦だと周りにバレ無いように学園生活を繰り広げていくドタバタコメディ。無名時代の松嶋菜々子が端役で出演していた。
「ウゴウゴルーガ」や「おはよう!ナイスデイ」など当時フジテレビ系列で放送していた番組名がセリフで出たり、人気番組であった「カルトQ」に出演するシーンもあり、実際の司会であるうじきつよしや中村江里子も出演していた。

## キャスト
- 中山香織：高橋由美子

啓介の妻で高校2年生の16才（最終回で17才の誕生日を迎える）。部活動はバレーボール部に所属している。自身の結婚の事実は学校にも秘密にしている（ただし、親友の梢は例外）。家庭内では啓介の事を「啓介」と呼んでいるが、学校では「福原先生」と呼び他人として振舞っている。
- 福原啓介：森脇健児

香織の夫。香織が通う高校の数学教師。学校では香織、陽子、梢のクラスの担任と彼女達が所属するバレーボール部の顧問である。家庭内では香織の事を｢香織｣と呼んでいるが、学校では｢中山｣と呼んでいる。香織の父から結婚の条件として「香織が高校を卒業するまでは手を出さないように(キスや肉体関係は禁止)」と言われている。
- 長沢徹：西島秀俊

梢の頼みで一緒にディスコに来た香織を好きになった大学生。香織を「ハニー」と呼び、執拗にナンパやストーカー行為を繰り返す。
- 西寺陽子：井上晴美

香織のクラスメイトでバレーボール部員。資産家の父を持ち、その父が学校に多額の寄付金を出してくれてることで啓介以外の教師達が陽子に甘い。自身もあまりに素行が悪く、夜になると取り巻き達と派手な格好をしてディスコに行っている。啓介が好きで、色香で誘惑することもある。香織のことを一人の女としては見下している。
- 哲雄：山本陽一

啓介の親友。香織と啓介が結婚していることを知っている一人である。
- 森川千秋：森山祐子

啓介の元カノ。過去に啓介を振った事を後悔していて、再び恋人同士になろうと執拗に啓介に接しようとしてくる。
- マスター：渡嘉敷勝男

啓介、哲雄の行きつけのBARのマスター。常連客の啓介が既婚者であることを知っている。
- 小池先生：田中星児

啓介の同僚教師。なにかあればすぐにフォークギターを弾いて、ビューティフルサンデーをみんなで熱唱する。
- 宮本梢：菊池あゆみ

香織の親友でバレーボール部員。学校では休み時間や部活動の時は常に香織と一緒だが、プライベートでは夜になると陽子達と一緒になってディスコに行っている（ただし、陽子や取り巻き達と違って派手な格好はしない）。徹に片思いしていて、彼の為なら無茶ぶりをする事も。唯一クラスメイトで香織と啓介が結婚していることを知っている。
- 今日子：朝川ひかる

香織と啓介が住むマンションの隣人のニューハーフ。今日子と呼ばれるのを嫌い、香織からはキョンキョン、啓介からはキョンキョンさんと呼ばれている。香織と啓介が結婚してることを知っている一人である。
- 教頭先生：大林丈史
- 郡山先生：志垣太郎
- 校長先生：河内桃子
- 香織の父：斉藤晴彦
- 香織の母：奈美悦子
- キャンディ:柴田理恵

## 主題歌
- 「Good Love」高橋由美子

## スタッフ
- 脚本：山崎淳也
- 音楽：矢口博康
- プロデュース：大多亮、喜多麗子
- 演出：中江功、小林淳郎